# Ребовичи
Ребовичи — посёлок в Алёховщинском сельском поселении Лодейнопольского района Ленинградской области.

## История
В конце XIX — начале XX века деревня Ребовичи административно относилась к Красноборской волости 2-го стана 2-го земского участка Тихвинского уезда Новгородской губернии.

РЕБОВИЧИ — погост на церковной земле, число дворов — 3, число домов — 3, число жителей: 6 м. п., 4 ж. п.; 

Занятие жителей — церковное служение. 2 церкви . (1910 год)

С 1917 по 1918 год деревня называлась Захарьевщина входила в состав Красноборского сельсовета Тихвинского уезда Новгородской губернии.
С 1918 года в составе Череповецкой губернии.
С 1927 года в составе Поддольского сельсовета Оятского района.
С 1928 года в составе Ольховского сельсовета.
Согласно карте Ленинградской области Северо-западного аэрогеодезического треста ГГУ издания 1932 года деревня называлась Кабришево и насчитывала 2 крестьянских двора. К востоку от деревни находилась водяная мукомольная мельница.
По данным 1933 года деревня Ребовский Погост являлась административным центром Ольховского сельсовета Оятского района, в который входили 13 населённых пунктов, деревни: Аксёново, Васильевщина, Важуково, Габоружа, Захарьевщина, Мягичево, Ольхово, Падала, Палгуша, Ребовский Погост, Спирово, Чидово, общей численностью населения 1247 человек.
По данным 1936 года в состав Ольховского сельсовета с центром в деревне Ребовичи входили 8 населённых пунктов, 255 хозяйств и 8 колхозов.

Деревня Кабричево на карте РККА 1940 года

Согласно топографической карте РККА 1940 года на месте современного посёлка Ребовичи находилась деревня Кабричево. 
По областным административным данным деревня называлась также Захарьевщина и Сухой Порог.
В 1958 году население деревни Захарьевщина составляло 218 человек.
С 1955 года в составе Лодейнопольского района.
По данным 1966 года в состав Ольховского сельсовета входили посёлки Ребовичи и Ребовичи 2-е.
По данным 1973 года посёлок Ребовичи являлся административным центром Ребовического сельсовета.
По данным 1990 года посёлок Ребовичи являлся административным центром Ребовического сельсовета, в который входили 5 населённых пунктов, общей численностью населения 370 человек. В самом посёлке Ребовичи проживал 301 человек.
В 1997 году в посёлке Ребовичи Тервенической волости проживали 253 человека, в 2002 году — 164 человека (русские — 99 %).
В 2007 году в посёлке Ребовичи Алёховщинского СП проживали 164 человека, в 2010 году — 153, в 2014 году — 148 человек.

## География
Посёлок расположен в юго-восточной части района на автодороге 41К-240 (Тервеничи — Ребовичи).
Расстояние до административного центра поселения — 41 км. Расстояние до районного центра — 85 км.
Расстояние до ближайшей железнодорожной станции Лодейное Поле — 86 км.
Посёлок находится на обоих берегах реки Капша.

## Демография
| 1910 | 1958 | 1990 | 1997 | 2007 | 2010 | 2014 |
| ---- | ---- | ---- | ---- | ---- | ---- | ---- |
| 10   | ↗218 | ↗301 | ↘253 | ↘164 | ↘153 | ↘148 |
| 2015 | 2016 | 2017 |      |      |      |      |
| ↘135 | ↘128 | ↘123 |      |      |      |      |

Национальный состав
Согласно данным Всероссийской переписи населения 2021 года в посёлке проживал 81 человек, все русские.

## Инфраструктура
На 1 января 2014 года в посёлке было зарегистрировано: хозяйств — 73, частных жилых домов — 92
На 1 января 2015 года в посёлке было зарегистрировано: хозяйств — 67, жителей — 135.

## Известные уроженцы
- Евгений Васильевич Скородумов (1886—1942) — российский и советский историк, краевед, архивовед, археолог. Участник Поместного собора Русской Церкви 1917—1918 годов, член Историко-археологической комиссии АН СССР[23]
- Иван Васильевич Скородумов (1888—1955) — архиепископ Буэнос-Айресский и Аргентинский Русской Православной Церкви за границей (РПЦЗ)